# Орлово (Кировоградская область)
Орлово (укр. Орлове) — село в Подвысоцкой сельской общине Голованевского района Кировоградской области Украины.
До 2020 года входило в Новоархангельский район
Население по переписи 2001 года составляло 321 человек. Почтовый индекс — 26133. Телефонный код — 5255. Код КОАТУУ — 3523684604.